# Zvesti prijatelji
Zvesti prijatelji je zbirka desetih knjig Bogdana Novaka. Govori o skupini tabornikov taborniškega odreda Rožnik, njihovega vodje Lacija in nepogrešljivega spremljevalca psa Hanija. Med taborniki je največji radovednež Uroš, ki v vsako stvar vtakne nos in se tako kmalu znajdejo sredi kakšne divje pustolovščine. Po knjigah so posneli tudi mladinsko kriminalko.

## Knjige iz zbirke
- Morska skrivnost
- Grajski strah
- Pozor, hud pes
- Bela past
- Hudobna graščakinja
- Usodni piknik
- Gozdni samotar
- Super špon
- Razbojniški brlog
- Lepotec Bučko

## Literarni liki v knjigah
- Laci (vodja)
- Bor
- Uroš
- Gorazd
- Aleš
- Tanja
- Miha
- Luka
- Petra
- Barbara
- Andreja
- Kristina

## TV film
Televizijska ekranizacija je leta 2005 nastala v uredništvu otroškega in mladinskega programa TV Slovenija. V njej v glavnih vlogah nastopijo Nataša Barbara Gračner, Miloš Battelino, Radko Polič, Bojan Emeršič, Slavko Cerjak, Maja Sever, Roman Končar, Franko Korošec, Meta Lebar in drugi. Scenarij je napisal Franc Arko.
V filmu glavni junak Uroš in njegovi prijatelji malo pred počitnicami odkrijejo drzne roparje in s tem padejo v središče kriminalne afere. Ker se Urošev sosed odloči mlade in vse, ki jim pomagajo, utišati, se ti znajdejo v veliki nevarnosti.
Zgodba pripoveduje o težavah odraščanja, moči, ki je potrebna za pogumna dejanja, tovarištvu, ljubezni in naklonjenosti, ki lahko povezuje generacije.

## Povezave
- | stran o Zvestih prijateljih[mrtva povezava]